# Antunnacum

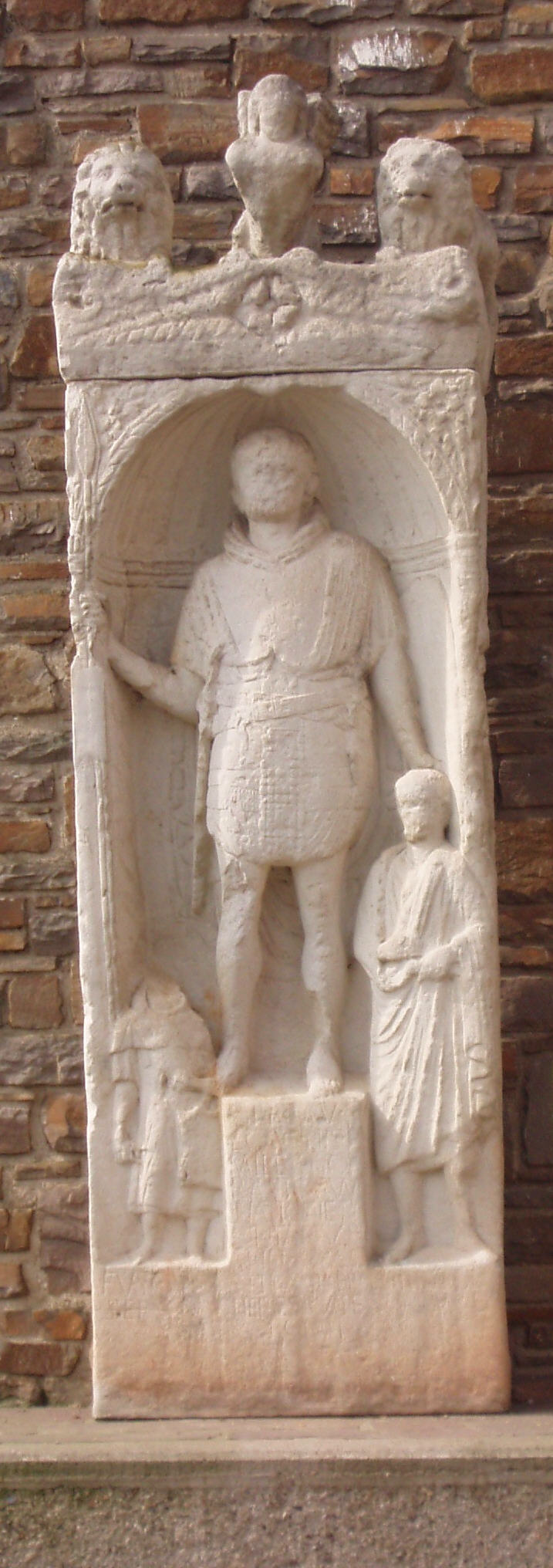
Grafsteen van Romeinse soldaat (1e eeuw na Christus)

Antunnacum, het huidige Andernach, was een Romeinse plaats (vicus) met legerkamp (castellum) in de provincie Neder-Germanië.
Antunnacum werd in 12 v.Chr. gesticht door de Kelten. De Latijnse naam Antunnacum komt waarschijnlijk van het Keltische Antunnacos: het achtervoegsel -acos vormt samen met de naam Antunnus de plaatsnaam Antunnacos, wat "dorp van Antunnus" betekent. Dit werd later verlatijnst naar Antunnacum, dat dezelfde betekenis heeft. De persoon Antunnus is tot op heden nog niet geïdentificeerd.
De eerste schriftelijke vermelding van Antunnacum stamt uit de 3e eeuw. De plaats wordt vermeld op een Romeinse mijlpaal in Tongeren, destijds Atuatuca Tungrorum geheten. Antunnacum staat verder vermeld op de Peutingerkaart (Tabula Peutingeriana). Op de route Bonnae (Bonn) - Moguntiaco (Mainz) vermeldt de kaart tussen Rigomagus (Remagen) en Confluentes (Koblenz) de plaats Antunnaco.